# Alisa - Segui il tuo cuore
Alisa - Segui il tuo cuore (Alisa Folge deinem Herzen e successivamente Hanna Folge deinem Herzen) è una soap opera tedesca, trasmessa dalla ZDF tra il 1º marzo 2009 e il 17 settembre 2010. La prima stagione è composta da 240 puntate e la seconda da 130, per un totale di 370.
In Italia la soap ha debuttato dal 31 maggio 2010 in prima tv assoluta su Canale 5 (finendo il 3 giugno 2011) fin dal primo episodio ha ottenuto ottimi ascolti, talvolta con più di 2.000.000 di telespettatori e share del 27% anche in piena estate. Dal 6 settembre 2010 la soap è stata spostata su La5 ottenendo spesso il primato come programma più visto della rete.
È stato reso noto che, nonostante il successo della prima stagione, Hanna - Segui il tuo cuore non sarà trasmesso in Italia.
Il programma, sia nella prima che nella seconda stagione, è ambientato nella cittadina immaginaria di Schönroda. In realtà i luoghi in cui viene girato sono a Potsdam-Babelsberg e a Werder. La sigla iniziale è la canzone Million Miles di Reamonn.

## Trama

### Prima stagione:Alisa - Segui il tuo cuore
La soap segue le vicende di Alisa Lenz, un perito ottico con la dote di saper lavorare molto bene il cristallo. A Berlino possedeva un negozio di bigiotteria, pignorato poi a causa dei debiti contratti dal suo ex-fidanzato. Decide allora di ritornare nel suo paese natale, Schönroda, dai genitori adottivi, Gudrun e Karl, dal fratello biologico, Jonas e da quello acquisito, Lars. Dal momento del suo arrivo inizieranno ad intrecciarsi vari eventi di vario genere che avranno come protagonisti tutte e tre le famiglie: i Castelhoff, i Lenz e gli Hundt. Ci sono vicende amorose: la relazione di Christian, figlio di Ludwig Castelhoff, dirigente della Castelhoff Optik, ed Ellen, avvocato della medesima società, interrotta per l'amore nato tra la protagonista ed il giovane; la vendetta di questa nei confronti di Alisa sarà attuata con un incendio da lei appiccato, ma di cui rimarrà vittima e nel quale perderà il figlio che porta in grembo. Ma il padre del nascituro non è Christian, bensì Oskar, zio del giovane ed anche lui dirigente della società. La relazione tra Alisa e Paul, medico e migliore amico di Christian, nasce dopo che quest'ultimo, roso dai sensi di colpa nei confronti dell'avvocatessa e tratto in inganno riguardo alla paternità del bambino, decide di sposarla e troncare così la relazione con la giovane perito. Tradimenti: Oskar ed Ellen nei confronti di Christian, Jonas e Dana nei confronti di Oskar. Vicende losche: queste sono architettate da Oskar, che vuole diventare l'unico erede e proprietario della società di famiglia, attuate con l'aiuto di Ellen, come, ad esempio, lo svuotamento di barili contenenti materiali tossici nel lago cittadino, falsificando la firma di Ludwig ed il traffico d'armi messo in piedi con società fittizie e conti stranieri. La sua spregiudicata ambizione e la sua perfidia sono tali da uccidere il fratello, annegandolo in piscina, perché ha scoperto la sua colpevolezza. Intrecci familiari: la ricerca da parte di Alisa della sua madre biologica con un annuncio sul giornale, che la porterà ad avere a che fare con un'impostora, il test del DNA richiesto da Liliana, moglie di Ludwig, dopo il ritrovamento di un orecchino a casa Castelhoff. Questo orecchino era stato gettato nel lago dalla madre adottiva di Alisa in accordo con il Signor Castelhoff, per non creare scompiglio tra le famiglie. Liliana e Ludwig si sono conosciuti in un convento a Tenerife, dove la donna era stata accolta, in seguito ad un incidente che le ha causato la perdita della memoria, per paura di perderla le tiene nascosto il suo passato. Il test risulterà negativo, ma solo perché la subdola Ellen lo farà falsificare. Infatti, Karl e Gudrun, una volta ritrovato il pendente, hanno fatto eseguire anche loro un test, che accerta senza ombra di dubbio che Liliana Castelhoff altri non è che Vera Himmerleich, madre biologica di Alisa e Jonas, ma decidono di non rivelare a nessuno questo segreto. Inoltre, Oskar scopre che Caroline Hundt è sua figlia, nata da una scappatella con la madre della ragazza, Conny, e cerca di pagare il suo silenzio. Dopo varie vicissitudini e colpi di scena, però, tutte le situazioni compromettenti giungono inevitabilmente ad un punto di svolta e, chiariti tutti i punti oscuri, la soap avrà il finale tanto desiderato: il matrimonio tra Alisa e Christian. Inoltre, al termine della 1˚ stagione Alisa rimane incinta.

### Seconda stagione:Hanna - Segui il tuo cuore
Estate 2010. Hanna Sommer è una cuoca dalle grandi doti, che si trasferisce con la sua migliore amica Alexandra da Amburgo a Schönroda dopo che Hanna è stata licenziata da un ristorante di Amburgo. Loro due si prendono cura di Gitti Sommer, nonna di Hanna, e anche del padre di quest'ultima, malato di cuore. Questi problemi di cuore porteranno alla successiva morte del padre, e Hanna, con l'appoggio di Gitti e Alexandra, decide di cominciare una nuova vita.
Intanto, Alexandra incontra Maximilian Castelhoff, cugino di Christian, protagonista maschile della precedente stagione.
Alexandra sembra avere fin da principio un certo feeling nei suoi confronti, quando in realtà quest'ultimo è attratto da Hanna. Nel corso del tempo Hanna e Maximilian si avvicinano notevolmente, e i due iniziano una relazione, anche se appoggiati da Alexandra, che nel frattempo si è dimenticata di Maximilian. Hanna attenderà un'amara sorpresa quando scopre che Maximilian è stato sposato con una donna di nome Maya, che tornata a Schönroda tenta in tutti i modi di ostacolarli. All'inizio Hanna e Maximilian sembrano reggere, ma quando Hanna stanca delle pressioni di Maya per tornare con Maximilian lo lascia, si scatena il putiferio, anche da qualcuno che è uscito dal carcere poco tempo prima.
L'uomo che è uscito dal carcere è Oskar, che stringerà immediatamente una forte amicizia con Alexandra, che in realtà ha sempre ostacolato la coppia Hanna-Maximilian, e insieme i due si alleano. Intanto, Hanna scopre che Alexandra era sua rivale in amore, e furiosa con l'amica, le rinfaccia il perché di essersi intromessa nella sua relazione con l'uomo che amava. Alexandra le getta in faccia tutta la sua invidia, e da questo momento diventerà una donna perfida, avida e vendicativa, fedelissima alleata di Oskar, e ritenterà di ostacolare Hanna.
Intanto, Maximilian viene appoggiato dalla madre Edith, e le dice di essere ancora innamorato di Hanna, nonostante stia insieme a Maya, che alla fine verrà piantata in asso dall'ex-marito, e ritornerà ad Amburgo.
Nel frattempo, Hanna e Alexandra troveranno un chiarimento, e le due finalmente ritorneranno amiche inseparabili. Entrambe si vorranno vendicare di Oskar, che nella fine della serie, verrà ucciso da alcuni soldati della SEC con un colpo di pistola.
Appoggiati da Alexandra, Hanna e Maximilian riprendono la loro relazione, e la coppia avrà un proprio lieto fine, con un matrimonio da sogno sulle rive del lago di Schönroda, e alla fine la coppia aprirà un ristorante, La Gomera.

## Personaggi e interpreti

### Famiglia Lenz
- Alisa Castellhoff (nata Himmerleich, adottata Lenz), interpretata da Theresa Scholze, doppiata da Alessandra Karpoff.
La protagonista della serie è una ragazza dolce, ma molto forte. Grazie all'aiuto di Liliana Castelhoff riuscirà a realizzare il suo sogno di aprire un'azienda che moli il cristallo, la passione ereditata dal padre naturale, morto quando lei era piccola. (Da puntata 1 a puntata 240)
- Jonas Lenz (nato Himmerleich), interpretato da Constantin Brandt, doppiato da Renato Novara.
Fratello biologico di Alisa, è il pasticcione della famiglia. Inizialmente lavora nel locale di Mona Lise Bertani e, dopo essere stato licenziato, al Country Club. (Da puntata 1 a puntata 370)
- Lars Lenz, interpretato da Alexander Granzow, doppiato da Davide Albano.
Figlio naturale di Gudrun e Karl, oltre a studiare, lavora anche lui presso il Country Club. (Da puntata 1 a puntata 240)
- Gudrun Lenz, interpretata da Maike Bollow, doppiata da Donatella Fanfani.
È la madre adottiva di Alisa e Jonas, e quella naturale di Lars; lavora come domestica dai Castelhoff, ma viene licenziata da Liliana in prenda ad un atto di collera quando scopre che Gudrun sapeva del suo passato.
- Karl Lenz, interpretato da Axel Buchholz, doppiato da Donato Sbodio.
E', come la moglie, un genitore adottivo di Alisa e Jonas, e naturale di Lars; Lavora alla Castelhoff, ma viene licenziato a causa di Oskar che gli tende una trappola. Quando Alisa apre il suo atelier presso l'azienda, il padre ri-ottiene un posto.

### Famiglia Castellhoff
- Christian Castellhoff, interpretato da Jan Hartmann, doppiato da Alessandro Rigotti.
Giovane intelligente e leale, inizialmente viene designato come successore del padre nell'azienda di famiglia, ma in seguito ad un litigio tra i due, deciderà di aprire una società in autonomia. Sebbene sia innamorato della protagonista sarà prima fidanzato e poi sposato con Ellen. Si separeranno quando il giovane scoprirà il tradimento della moglie ed i suoi loschi affari intessuti con suo zio Oskar, e l'uomo potrà stare così con Alisa.
- Tamara Castellhoff, interpretata da Marie-Ernestine Worch, doppiata da Angela Brusa.
Sorellastra di Christian, è una ragazza matura, responsabile e studiosa.
- Liliana Castellhoff, interpretata da Claudia Brosch, doppiata da Adele Pellegatta.
È la moglie di Ludwig e la madre di Tamara. Donna in gamba e molto gentile, in realtà sarebbe Vera Himmerleich la madre naturale di Alisa e Jonas.
- Ludwig Castellhoff, interpretato da Thomas Gumpert, doppiato da Raffaele Farina.
Padre di Christian e Tamara ed è il proprietario della Castellhoff Optik. Scoprirà di essere in fin di vita a causa di un tumore, ma la vera causa della sua morte è Oskar, che lo annega in piscina a fini ereditari.
- Oskar Castellhoff, interpretata da Andreas Hofer, doppiato da Claudio Moneta.
Fratello minore di Ludwig, è un manipolatore che trama alle sue spalle per consolidare la sua posizione in azienda; per svolgere questo compito arriva a uccidere il fratello e a drogare la cognata per farla rinchiudere. Scoperto tutto, dopo qualche giorno di fuga, si fa arrestare quando Christian gli rinfaccia ciò che ha fatto a suo padre.
- Dana Castellhoff (nata Schmitz), interpretata da Julia Horvat, doppiata da Patrizia Scianca.
È la moglie di Oskar ed ex-modella; stanca dei continui tradimenti di Oskar, avrà un'avventura con Jonas Lenz, che diventerà suo compagno qualche tempo dopo che Oskar verrà arrestato.
- Ellen Burg (divorziata Castellhoff), interpretata da Nadine Warmuth, doppiata da Maddalena Vadacca.
È prima la fidanzata di Christian poi sua moglie ed il legale della Castellhoff Optik. Quando il fidanzato era in Canada passava le notti con Oskar, con cui ha costruito varie aziende prestanome per fare affari loschi (come ad esempio lenti per fucili da guerra, a cui la Castelhoff era contraria). Quando Christian scopre tutto, Ellen lo rinchiude in una stazione di pompaggio; Oskar svuota tutti i conti in Svizzera e tramite dei documenti riesce a far cadere la colpa sulla donna, che scappa dal paese.

### Famiglia Hundt
- Caroline "Carol" Hundt, interpretata da Katharina Kupper, doppiata da Giulia Franzoso.
È la migliore amica di Tamara ed alle volte se ne approfitta per ottenere privilegi. Successivamente scopre di essere la figlia illegittima di Oskar Castellhoff.
- Cornelia "Conny" Hundt, interpretata da Christine Sommer, doppiata da Lorella De Luca .
È la segretaria della Castellhoff Optik.
- Bernhardt Hundt, interpretato da Ulrich Drewes, doppiato da Oliviero Corbetta.
È un uomo molto autorevole e lavora anch'egli alla Castelhoff Optik come capo magazziniere, facendo i loschi affari di Oskar; quando viene a sapere che Carol è in realtà figlia del suo capo, inizia ad abusare di alcool, che causeranno un incidente ai danni di Jonas e il suo licenziamento dall'azienda.

### Altri personaggi
- Mona Lise Bertani, interpretata da Sara Fonsesca, doppiata da Luisa Ziliotto.
Italiana di origine è proprietaria del ristorante Mona Lisa. Ha una figlia di nome Emilia e diventa la migliore amica di Alisa, nonché sua coinquilina di casa; torna a Napoli quasi subito, scoprendo che la madre sta male.
- Emilia Bertani, interpretata da Milena Arnold.
È la figlia di Mona Lise.
- Robert Brinkmann, interpretato da Philipp Langenegger, doppiato da Roberto Accornero.
È il proprietario del negozio di antiquariato di fronte al Mona Lisa; quando la proprietaria se ne va, Robert (che si era preso una cotta per la donna) lascerà il suo negozio e si occuperà del locale.
- Paul Hartmann, interpretato da Andi Slawinski e Ben Bela Böhm, doppiato da Gianluca Iacono.
È medico e amico di Christian, avra una relazione prima con Alisa, poi con Betty.
- Betty Kuhn, interpretata da Alexandra Seefisch, doppiata da Anna Lana.
È la migliore amica di Alisa, ed ha sempre girato il mondo, finché non si ferma a Schönroda e si innamora del posto.
- Oliver Woiter, interpretato da Sebastian Deyle, doppiato da Luca Ghignone.
È l'ex fidanzato di Alisa, che a Berlino le ha rubato 20.000€ e ha mandato in rovina il negozio. "Casualmente" va a Schönroda e viene assunto come Pubblico Relatore alla Castelhoff Optik, finché non incontra Alisa e se ne innamora nuovamente. Per dimostrare che è cambiato, le rende i soldi che le aveva rubato, ma la Lenz è fidanzata con Christian, quindi Oliver metterà il dito tra i due, facendoli separare (anche se temporaneamente).
- Horst Spilker, interpretato da Christian Fischer, doppiato da Giorgio Bonino.
È l'autista dei Castellhoff ed è un uomo molto discreto e fedele.